# Wielka Furkotna Turnia
Wielka Furkotna Turnia (słow. Furkotská veža, niem. Wahlenbergturm, węg. Wahlenberg-torony) – turnia położona w bocznej grani Tatr Wysokich, w tzw. głównej grani odnogi Krywania. Jest to najwyższa i najwybitniejsza spośród trzech Furkotnych Turni, położonych w północno-wschodniej grani Ostrej, opadającej na Furkotną Przełęcz. Od wierzchołka Ostrej oddziela ją Wyżnia Furkotna Ławka (Vyšná furkotská štrbina), natomiast od Pośredniej Furkotnej Turni – Pośrednia Furkotna Ławka (Prostredná furkotská štrbina).
Bezpośrednio na południowy wschód od Wielkiej Furkotnej Turni, w Dolinie Furkotnej, położony jest Wyżni Wielki Furkotny Staw. Z kolei stoki północno-zachodnie opadają do doliny Niewcyrki. Turnia jest odwiedzana praktycznie wyłącznie przy przejściu granią, najłatwiejsza droga prowadzi na nią od Furkotnej Przełęczy.
Dawniej była nazywana po prostu Furkotną Turnią.
Pierwszego wejścia na Wielką Furkotną Turnię dokonali Alfred Martin i przewodnik Johann Franz senior 19 września 1907 r.